# Kremschitz
Kremschitz (slowenisch: Hrunčiče) ist ein Ort der Gemeinde Völkermarkt in Kärnten, in Österreich und liegt auf 560 m ü. A. Im Jahr 2009 hatte Kremschitz etwa 50 Wohnhäuser. Die Ortschaft hat 107 Einwohnern (Stand 1. Jänner 2025).

## Lage
Kremschitz liegt etwa zehn Kilometer nördlich von Völkermarkt und sieben Kilometer südlich von Brückl.
Im Süden wird der Ort durch den großteils bewaldeten, 630 m hohen Kreuzkogel begrenzt, während er sonst hauptsächlich von Äckern und Wiesen umgeben ist. Im Norden befindet sich das Gebiet Dürrenmoos, welches von vielen Tier- und Pflanzenarten bewohnt wird. Etwa einen Kilometer westlich des Ortes befindet sich der Lamprechtskogel. Von Kremschitz aus gut sichtbar ist das ehemalige Hochmoor, von der Bevölkerung wird der Kogel „Schaunza“ genannt.
Weitere Nachbarorte sind im Uhrzeigersinn im Norden beginnend:
Reisdorf/Mauern, Waisenberg, Führholz, Korb, Sankt Georgen am Weinberg, Winklern und Skoflitzen.

## Ortsbild
Um Kremschitz gibt es viele Wegkreuze und Marterln, welche bemalt und gepflegt werden, jedes ist einem anderen Heiligen geweiht und obliegt der Fürsorge einer oder mehrerer Familien. In Kremschitz befindet sich auch das Feuerwehrhaus der Freiwilligen Feuerwehr St. Georgen am Weinberg, am Vorplatz wächst das Wahrzeichen von Kremschitz: ein alter, hoher Lindenbaum. 